# Pentominó

Doce tipos de pentominós

Un pentominó (en griego πέντε / pente), también denominado pentaminó, es una poliforma de la clase poliominó que consiste en una figura geométrica compuesta por cinco cuadrados unidos por sus lados. Existen doce pentominós diferentes, que se nombran con diferentes letras del abecedario. Los pentominós obtenidos a partir de otros por simetría axial o por rotación no cuentan como un pentominó diferente. A la derecha se muestran las figuras

## Disposición
Si se tienen en cuenta los pentominós obtenidos mediante simetría axial como pentominós diferentes tendríamos un total de 18. Los llamados T, V, I, X, U y W forman pentominós por simetría axial a los que también se puede llegar por rotación. Esto tiene importancia en algunos juegos de ordenador, tipo Tetris, en los que no se pueden girar las figuras por simetría. Al pentominó F también se lo conoce como pentominó R, en referencia al juego de la vida de Conway.
Es interesante señalar las diferentes variaciones que pueden obtenerse: 
- L, N, Y, P y F pueden orientarse de 8 formas: 4 por rotación y 4 por simetría axial.
- Z puede orientarse de 4 formas: 2 por rotación y 2 por simetría axial.
- X solo puede orientarse de una forma.

Por ejemplo, las 8 combinaciones de Y serían:

## Rompecabezas 2D
Un rompecabezas 2D de pentominós consiste en rellenar un rectángulo con los 12 pentominós distintos sin dejar huecos vacíos ni superponiendo cuadrados. Cada uno de los 12 pentominós ocupa un área de 5 cuadros, por lo que el rectángulo deberá tener una superficie de 60 cuadrados. Las posibles dimensiones son 6×10, 5×12, 4×15 y 3×20. Un jugador hábil no tarda mucho en encontrar una solución válida. Una tarea más larga sería contar cuántas posibles soluciones existen para cada caso, lo que requiere el uso de algoritmos de búsqueda por computador.
El rectángulo de 6×10 fue resuelto por primera vez por John Fletcher en 1965. Existen exactamente 2339 soluciones, excluyendo las variaciones obtenidas por rotación o simetría de todo el rectángulo, pero incluyendo las variaciones aplicadas a un subconjunto de pentominós (a veces esto permite encontrar fácilmente otras soluciones).
El rectángulo de 5×12 tiene 1010 posibles soluciones, el de 4×15, 368 soluciones y el de 3×20 tiene solamente 2.
Un rompecabezas un tanto más sencillo (más simétrico) es el que consiste en rellenar un rectángulo de 8×8 con un agujero en el centro de 2×2, que fue resuelto por Dana Scott en 1958. Para esta variación existen 65 soluciones. El algoritmo de Scott fue una de las primeras aplicaciones de ordenador de backtracking o 'vuelta atrás'. Existen variaciones en las que se permite cambiar de posición los cuatro huecos. Muchos de esos modelos se pueden solucionar, excepto aquel en el que se sitúa cada par de huecos cerca de dos esquinas del tablero de forma que ambas esquinas solo puedan ser completadas por un pentominó tipo P.
Se han escrito algoritmos eficientes para la resolución de estos rompecabezas, como por ejemplo el de Donald Knuth. Usándolos en hardware moderno, se pueden encontrar soluciones en unos segundos.

## Rompecabezas 3D
Un rompecabezas 3D de pentominós consiste en rellenar una caja tridimensional con los 12 pentominós, sin que se superpongan ni queden huecos. Cada uno de los 12 pentominós estará formado por 5 cubos, que tendrán la misma forma que los de 2 dimensiones, pero con volumen. Evidentemente, la caja deberá tener un volumen de 60 unidades, y podrá tener unas dimensiones de 2x3x10, 2×5×6 o de 3×4×5. 
Para la versión de 2x3x10 existen 12 soluciones, excluidas las obtenidas por simetría.
Para la versión de 2x5x6 existen 264 soluciones, excluidas las obtenidas por simetría.
Para la versión de 3x4x5 existen 3940 soluciones, excluidas las obtenidas por simetría.
A continuación se muestran algunas soluciones posibles:

```
caja de 2 x 5 x 6

 P P P N N N   P P L L L L  
 Y W N N X U   F F L Z Z U  
 Y W W X X X   V F F Z T U  
 Y Y W W X U   V F Z Z T U  
 Y I I I I I   V V V T T T 

   1ª capa       2ª capa
 

caja de 3 x 4 x 5

 F F V V V   X F F P T   U F U P P   U U U P P  
 X N N N V   X L T T T   X L L L L   I I I I I  
 N N Z Z V   X W W Z T   W W Y Z Z   W Y Y Y Y  

  1ª capa     2ªcapa      3ªcapa      4ªcapa

```

## En la cultura popular
- Arthur C. Clarke habla de los pentominós en su novela 'Regreso a Titán'.
- "Pentominoes" fue registrado como una marca por Solomon W. Golomb (#1008964 USPTO) el 15 de abril de 1975, aunque no tuvo efecto hasta 1982.
- El Tetris está inspirado en los pentominós. El creador del popular videojuego, Alekséi Pázhitnov, dice de los pentominós: "Se trata de un juego muy simple, elegante y pequeño, yo disfruté con él durante años. Entonces pensé ¿por qué no crear un juego como este?"[4]

### En Español
- Matemáticas con pentaminos: 60 fichas para jugar con los padres.
- Graduación de dificultad en actividades con Pentaminos.

### En inglés
- Applet en Java para solucionar puzles de pentominós de 8x8 con 4 huecos.
- Pentominó Relationships tiene muchas soluciones de pentominós.
- Los pentominós como origen del Tetris.
- /Inspirado por pentaminós juegos en línea. Arrastre, rotar y voltear las baldosas de pentominós para juntar imágenes o resolver rompecabezas de números, el juego tetromino o encontrar una solución Peg Solitaire.

- Datos: Q247406
- Multimedia: Pentominoes / Q247406